# خانه خسرو حدیدی
خانه آقای خسرو حدیدی در شهرستان فومن، شهرک تاریخی ماسوله واقع شده و این اثر در تاریخ ۲۵ اسفند ۱۳۸۰ با شمارهٔ ثبت ۵۳۸۴ به‌عنوان یکی از آثار ملی ایران به ثبت رسیده است.